# Élection du président de l'administration centrale tibétaine de 2021
L'élection du président de l'administration centrale tibétaine se tient le 11 avril 2021 afin d'élire le dirigeant (sikyong) du gouvernement tibétain en exil pour un mandat de cinq ans.

## Contexte
Le mandat du cabinet dirigé par le Dr Lobsang Sangay, qui se retire après avoir effectué deux mandats consécutifs comme président, se termine en mai 2021.

## Déroulement
En juillet 2020, la commission électorale tibétaine confirme que la procédure fixée pour la préparation des prochaines élections générales de 2021 est en cours, selon une déclaration à Phayul.com de Wangdu Tsering Pesur, commissaire principal aux élections.
Wangdu Tsering indique que l'aggravation de la pandémie de Covid-19 pourrait causer des problèmes, mais espère une amélioration. 
Au sujet d'annonce de candidatures indépendantes ou basées sur une ONG, Wangdu Tsering Pesur rappelle les lignes directrices de la commission électorale : « Nous avons été très clairs dans les lignes directrices concernant les annonces de candidature, en ce que seule la commission électorale déclare les noms des candidats aux élections. Même s'il y a eu des annonces sur les réseaux sociaux sur la base de soutien et de la force de certaines personnes, nous exhortons la communauté à adhérer aux directives de la Commission électorale comme cela a été fait jusqu'à présent. ». 
Les anciens ministres Dolma Gyari, Lobsang Nyandak et le député Acharya Yeshi Phuntsok annoncent publiquement leur candidature à la plus haute fonction de la politique tibétaine. Après Tashi Wangdu et Kaydor Aukatsang, Penpa Tsering dépose à son tour sa candidature le 2 septembre 2020. Ngodup Dongchung annonce sa candidature le 9 septembre, et Tashi Topgyal, le 10 septembre.
L'élection primaire du Sikyong et des députés est annoncée pour le 3 janvier 2021, les résultats pour le 8 février et le second tour, le 11 avril,. 
Le 11 avril 2021, les Tibétains en exil doivent choisir entre les deux candidats en lice, Penpa Tsering et Kelsang Dorjee Aukatsang. Les résultats sont annoncés le 14 mai suivant avec la victoire de Penpa Tsering.